# 何金铭 (官僚)
何金铭（1968年9月14日—），男性，江西人，毕业于上饶师范专科学校（今上饶师范学院），中华人民共和国政治人物，曾任江西省德兴市市委书记，2014年接受中纪委调查。

## 生平
1968年，何金铭出生在江西省上饶市。
1985年到1988年，何金铭在上饶师范专科学校（今上饶师范学院）历史系入读。大学毕业之后，他在上饶县枫岭头中学担任教师，一直到1990年。1990年开始，何金铭调入上饶县人民政府工作。以后历任中国共青团江西上饶市委书记，江西省横峰县委副书记、县长，德兴市委副书记、市长等职，并于2011年5月升任江西省德兴市委书记。
2014年6月初，中纪委宣布何金铭因涉嫌严重违纪被江西省纪委调查。2014年8月29日，何氏遭上饶市公安局刑事拘留，并于次月被逮捕，2015年6月，景德镇市中级人民法院以受贿罪判处其有期徒刑11年，没收个人财产20万元，并追缴其不法所得。